# Palparellus ulrike
Palparellus ulrike là một loài côn trùng trong họ Myrmeleontidae thuộc bộ Neuroptera. Loài này được Mansell miêu tả năm 1996.